# Jay Hammond
Pour les articles homonymes, voir Hammond.
Jay Sterner Hammond, né le 21 juillet 1922 et mort le 2 août 2005, est un homme politique républicain américain. Il est le 4e gouverneur de l'Alaska entre 1974 et 1982.

## Sources
- (en) Cet article est partiellement ou en totalité issu de l’article de Wikipédia en anglais intitulé « Jay Hammond » (voir la liste des auteurs).